# 桜のような僕の恋人
『桜のような僕の恋人』（さくらのようなぼくのこいびと）は、脚本家の宇山佳佑による日本の恋愛小説。カメラマン見習いの青年と、ファストフォワード症候群を患った女性の恋愛模様を描く。2017年2月17日に集英社から刊行され、“泣ける恋愛小説”としてTikTokで話題になった。2022年3月24日に実写映画化（#映画参照）された時点で累計発行部数は70万部を突破。2022年11月15日から漫画化（#漫画参照）された時点で累計発行部数は72万部を突破。

## あらすじ
桜が満開の春の日、美容師の有明美咲に一目ぼれをした朝倉晴人は、お花見デートに誘うために美容院にやってくる。美咲をデートに誘おうとカット中に振り向くと、耳たぶをカットばさみで切断されてしまう。救急搬送された病院で手術を受け、包帯を巻いた姿で病院を出ると、泣きながら謝る美咲が待っていた。お詫びとしてなんでもするという美咲を、晴人は「じゃあデートしてください」とデートに誘う。美咲は両親と死別しているため、兄の有明貴司が営む「有明屋」という小さな居酒屋で暮らしている。まさかデートに誘われると思っていなかった美咲は、兄とその恋人の吉野綾乃、お店の常連客に愚痴を言うが、綾乃の勧めもあってデートに行くことを決心する。
お花見デート当日、晴人はカメラマンになるのが夢だったが辛くて今はアルバイトをしていると明かす。すると、美咲に「夢ならなにがあってもカメラは続けなさいよ!」と言われ、晴人は嬉しくなってつい彼女の手を握ってしまう。驚く美咲に謝りながらも、「僕はあなたにふさわしい男になってみせます!」と言い切る。その後、カメラマンになる想いを一層強めた晴人は、しばらく美咲に連絡をせず、プロカメラマンのアシスタントとして働き始める。最初は晴人のことを何とも思っていなかった美咲は、次第に晴人の誠実さに魅かれ、久しぶりのデートのときに晴人の想いを聞き、付き合うことになる。
熱で寝込む日が増えた美咲は、病院で診察してもらうと人より早く年を取る病『早老症』に患っていると医師に言われる。治療できる病ではないため、暗い気持ちのまま晴人とデートをすると、いきなりプロポーズをされる。しかし、美咲は付き合って3ヵ月でプロポーズまでしてくれた晴人を絶望させてしまうのが辛くて、『早老症』のことを言い出せなかった。プロポーズには返事をしなかったが、美咲は最後の思い出として、晴人に抱かれることを望む。最初で最後の夜が終わり、美咲はまだ寝ている晴人の顔を見つめたあと、黙って部屋を出て行ってしまう。それから長い間会わなくなり、連絡さえ無視するようになる。晴人からの連絡を無視し続けるが、電話やメールが毎日のように届くため、美咲は「好きな人ができた」と嘘をつき、強引に晴人を遠ざける。この頃には杖がないと歩けなくなるほど筋力が衰えてしまい、肺炎と白内障にも患ってしまう。
美咲の兄の貴司は独断で美咲の病気のことを晴人に話すと、晴人は美咲の家へ駆け込む。自分の姿を見られるのを嫌がった美咲を気遣って部屋越しで自分の想いを告白し、この日から晴人は有明家に通い始める。晴人は自分にできることはカメラマンになって美咲を喜ばせることだと思い、先輩カメラマンに頼み込んで写真展に参加させてもらう。晴人は美咲に写真展に来てほしいと頼むが、家から出ることに悩んだ美咲は「晴人の写真が見たい」「後悔したくない」と姿を見られる覚悟で写真展に行くことになる。写真展に見に行くと、飾られていたのは美咲と晴人が一緒に見た景色だった。美咲は作品の最後に『変わらないもの』というタイトルが記されているのを見つけ、自分が変わっていってしまうことが怖かったけれど、変わらないものもあるんだと嬉しくなる。その後、晴人と会うことができなかった美咲は、晴人を探すために写真展をあとにする。
そして、公園の入り口で辺りを見回している晴人を見つける。美咲は緊張で震える足を踏み出して、晴人に近づいていく。晴人もゆっくりとこちらへ向かって歩いて来るが、美咲が晴人の名前を呼ぼうとしたとき、美咲の桜色のニット帽が風で飛ばされてしまう。晴人は落ちたニット帽を拾い上げると、美咲に笑顔で差し出す。美咲は晴人が自分に気づいていないことを悟り、涙を堪えて目の前にいる恋人に向かって、精一杯笑ってみせる。美咲はニット帽を受け取ると、かすれた声で「ありがとう……」と告げ、晴人はニット帽を渡すと会釈して歩き出し、美咲の前からいなくなってしまう。
美咲がこの世を去ったのは、写真展から数日後のことだった。晴人は美咲の部屋を訪ね、桜色のニット帽を見つける。そこでニット帽の持ち主の老婆のことを思い出し、美咲に気付けなかったことを後悔する。泣いても、美咲に謝っても、戻ってこないことに絶望し、それから晴人はカメラマンの仕事をやめ、無気力な日々を過ごすことになる。周囲の人々に支えられて少しだけ元気を取り戻した晴人は、貴司から生前の美咲が晴人に遺した手紙を受け取る。そこには、写真展で会えなかったけれどまた会えることを楽しみにしてること、晴人の写真をもっと見たいということ、これからも素敵な写真を撮って欲しいということが、“ありがとう”の言葉とともに綴られていた。
数カ月が経ち桜の季節がやってくる。満開の桜を見上げながら、晴人は恋人の顔を思い浮かべる。美咲を写した写真は一枚もないけれど、それでもこの心に焼き付けていたいと、晴人は肩に下げたカメラを構えてファインダーを覗く。美咲に届くようにと願いながらシャッターボタンを押し、彼女のいない新しい季節を写真と心の中に刻む。

## 登場人物
朝倉 晴人（）
カメラマン志望の青年。美咲と出会い、再びカメラマンとしての夢を追い始める。
有明 美咲（）
美容師。人の何十倍もの速度で老化する難病『早老症』の一種「ファストフォワード症候群」を患う。

## 書誌情報
- 宇山佳佑 『桜のような僕の恋人』 集英社〈集英社文庫〉、2017年2月17日発売[1]、ISBN 978-4-08-745548-9

## 漫画
2022年11月15日からウェブコミック配信サイトのデジタルマーガレット（集英社）によりLINEマンガにて先行配信の形で開始、2023年9月5日まで連載された。作画は加藤朱々。
- 宇山佳佑（原作）、加藤朱々（漫画） 『桜のような僕の恋人』集英社〈マーガレットコミックス〉、全2巻
  1. 2023年3月24日発売[5]、ISBN 978-4-08-844771-1
  2. 2023年12月25日発売[6]、ISBN 978-4-08-844869-5

## 映画
2022年3月24日にNetflixで全世界同時独占配信。監督は深川栄洋、主演は中島健人（Sexy Zone）で、ヒロイン役を松本穂香が務める。主題歌はMr.Childrenの楽曲「永遠」。

### キャスト（映画）
- 朝倉晴人：中島健人 - 青年カメラマン
- 有明美咲：松本穂香 - 美容師
- 有明貴司：永山絢斗 - 美咲を溺愛する兄
- 吉野綾乃：桜井ユキ - 貴司の婚約者で美咲の良き相談相手
- 高梨健三：柳俊太郎 - 晴人の先輩カメラマン
- 市川真琴：若月佑美 - 先輩カメラマン
- 神谷：要潤 - 美咲の主治医
- 辻：眞島秀和 - 美咲の働く美容院の店長
- 澤井恭介：及川光博 - 晴人が師事する有名カメラマン

### スタッフ（映画）
- 原作：宇山佳佑『桜のような僕の恋人』（集英社文庫刊）
- 監督：深川栄洋
- 脚本：吉田智子
- エグゼクティブ・プロデューサー：高橋信一（Netflix）
- プロデュース：春名慶（博報堂DYミュージック&ピクチャーズ）
- プロデューサー：川田尚広（TOHOスタジオ）
- 制作統括：會田望
- ラインプロデューサー：森太郎
- 撮影：柳田裕男
- 照明：宮尾康史
- 録音：豊田真一
- 美術：黒瀧きみえ
- 編集：坂東直哉
- 助監督：菅原丈雄
- 制作担当：今井聖
- VFXプロデューサー：横石淳
- VFXスーパーバイザー：廣田隼也
- 装飾：鈴村髙正
- 衣裳：浜井貴子
- ヘアメイク：竹下フミ
- 特殊メイクデザイン：藤原カクセイ
- スクリプター：西川三枝子
- サウンドデザイン：石坂紘行
- 音響効果：斎藤昌利
- ポスプロ・スーパーバイザー：豊里泰宏
- 音楽：伊藤ゴロー
- 劇中音楽：くじら
- 音楽プロデューサー：北原京子
- 制作会社：TOHOスタジオ株式会社
- 制作：博報堂DYミュージック&ピクチャーズ
- 企画・制作：Netflix

### 主題歌
「永遠」
作詞・作曲 - 桜井和寿 / 歌 - Mr.Children
本作のために書き下ろされたバラードで、桜井は「過去の何処かに置いてきた何かが、忘れかけていた大切な何かが、この物語の中にある気がして、これでもかってくらい感情移入し、物語にシンクロさせてこの曲を制作しました」とコメントしている。